# Eratoneura aesculi
Eratoneura aesculi är en insektsart som först beskrevs av Beamer 1932.  Eratoneura aesculi ingår i släktet Eratoneura och familjen dvärgstritar. Inga underarter finns listade i Catalogue of Life.